# سكة حديد دول مجلس التعاون لدول الخليج العربية
سِكّة حَدِيد دُول مجلِس التّعاوُنِ لدُول الخلِيج العربِيّة والمُعروفة اختصاراً باِسم قِطَار الخلِيج، هُو مَسار سِكَّة حديدِ مُجهَّز بِقاطِرات ومجمُوعة عرباتِ مُعتمِدةٍ وقُود الدِّيزِل لِتولِيد الطَّاقة الكهربائِيَّة؛ لِنقل الرِّكاب والبضائِع، يربِط دُول مجلِس التَّعاوُن لِدُول الخلِيج العربِيّة بعضُها بِبعض، كَمشرُوع مُتكامِل ومُتوائم مع شبكََات السِّكك الحديدِيَّة الوطنِيَّة بِدُول المجلِس، بهدف تيسيرِ الحركَة التِّجارِيَّة بين دُول المجلِس، واِستِحداث وسائل نقلَ عامَّةُ تُتِيح خِدمات التَّنقُّل والسَّفر بين دُول مجلِس التّعاوُنِ بِيُسرِ وأَكثر سُهولة. ويقدّر الطَّول الإِجمالِيّ لِلمسار بحَوالي 2117 كِيلُومِتر، يربُط مدِينة الكُويت مُرُوراً بِكافَّة دُولِ المجلِسِ وُصُولًا إِلى مدِينة مَسقط.
تصِل سُرعة قِطارات نقِل الرِّكاب اِلى ما يُقــارِب مِن 220 كِيلُومِتر فِي ساعَـة (140 مِيل فِي سَاعة)، وتصِل سُرعة قِطارات نقِل البضائِع اِلى ما يُقارِب مِن 120 كِيلُومِتر فِي ساعَـة (75 مِيل فِي ساعة). ومِن المُتوقَّع أَن يستكمِل تنفِيذ قِطَار الخلِيج وتشغِيله في دِيسمبَر 2030م بِتكلِفةٍ إجماليَّة تفوُّق 15.4 مِليار دُولار أَمرِيكِيّ. وتُشرَّف الدُّول الأَعضاء مِن خِلال الأَمانة العَامّة لمجلِس التّعاوُنِ لدُول الخلِيج العربِيّة عَبرَ هيئة خلِيجِيَّة لِسِكَّة حديد دُوَل المجلِس على تنفِيذ المشرُوع ومُوَاءمة المُواصفات الفنِّيَّة المُستخدِمة فِي كَافة الدُّول الأَعضاء وتشغِيلِه بِشكلٍ مُتكامِل، مُتَبَنيِن فِي رُؤيتُهُم المُستقبلِيَّة ربط سِكَّة حَديدِ دُولِ مجلِس التَّعاوُن لِدُول الخلِيج العربِيّة مع دُولٍ وشبكََاتُ سِكَك حَديدِ إِقلِيمِيَّة ودولِيَّة.

## التاريخ

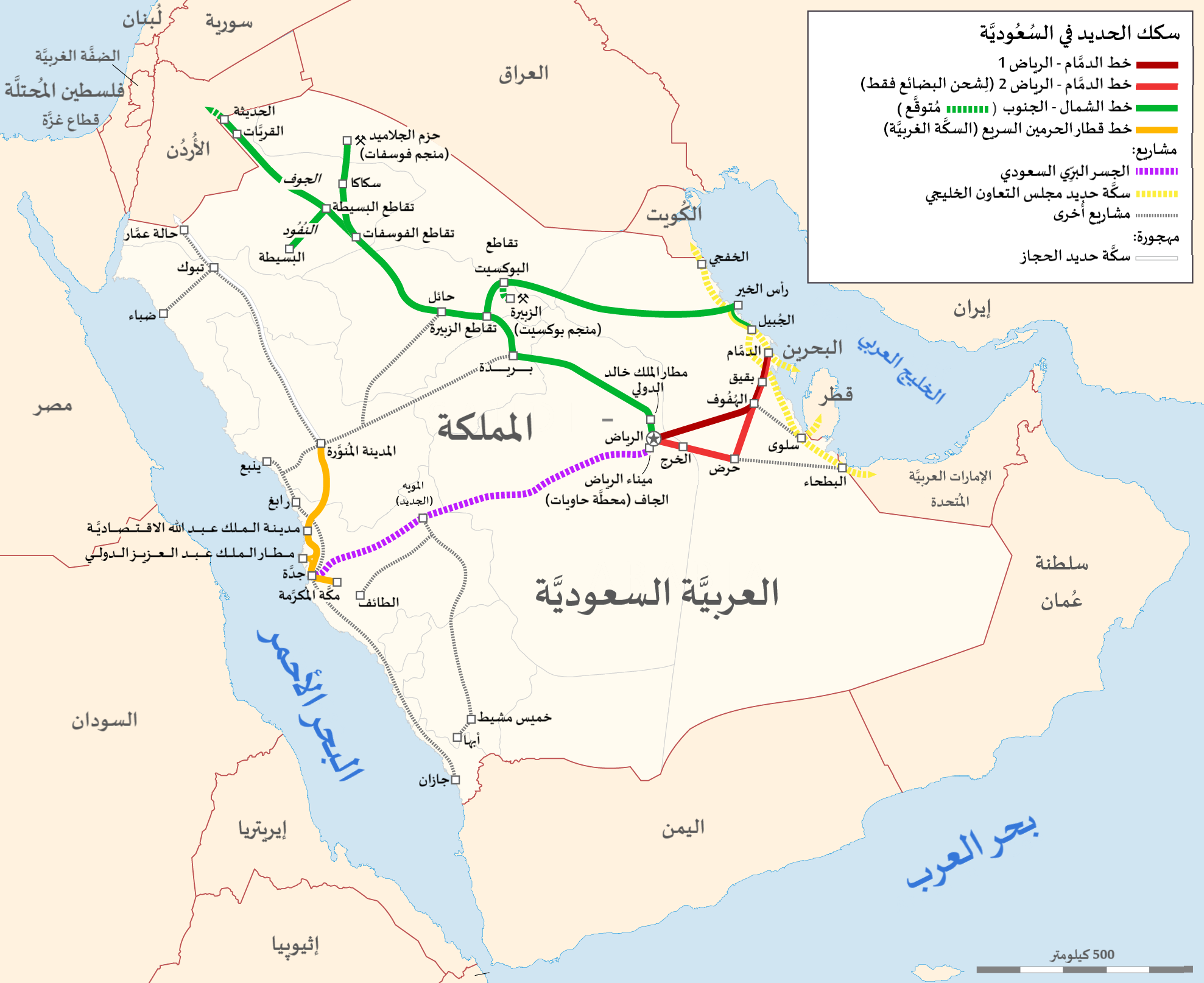
خريطة النقل بالسكك الحديدية في المملكة العربية السعودية. يمكن رؤية شبكة السكك الحديدية لدول مجلس التعاون الخليجي باللون الأصفر.

تمت الموافقة على مشروع سكة حديد الخليج من قبل الدول الأعضاء في مجلس التعاون لدول الخليج العربية في القمة الخليجية الثلاثين التي عقدت في مدينة الكويت في ديسمبر 2009. كانت المملكة العربية السعودية هي الدولة الوحيدة في مجلس التعاون الخليجي التي تمتلك بنية تحتية للسكك الحديدية في وقت اقتراح المشروع. كان الموعد النهائي الأصلي لإنجاز المشروع هو عام 2018. تم تأجيل ذلك إلى عام 2021 في اجتماع وزراء النقل بدول مجلس التعاون الخليجي في الرياض في أبريل 2016. في نوفمبر 2015، صرح رئيس المؤسسة العامة للخطوط الحديدية السعودية محمد السويكت أن تنفيذ سكة حديد دول مجلس التعاون الخليجي قد بدأ في سلطنة عمان والإمارات العربية المتحدة، وسيبدأ في المملكة العربية السعودية في غضون شهرين. طرحت قطر مناقصات لجزءها من مشروع سكة حديد الخليج في صيف عام 2015، لكنها وضعت المشروع لاحقًا قيد الانتظار. في مارس 2016، صرح عبد الله السبيعي، العضو المنتدب لشركة قطر للسكك الحديدية (قطر ريل)، أن قطر مستعدة لبدء العمل في المشروع لكنها تنتظر بدء دول مجلس التعاون الخليجي الأخرى في البناء. في يناير 2016، علقت شركة الاتحاد للقطارات عملية المناقصة للمرحلة الثانية من مشروع السكك الحديدية في الإمارات العربية المتحدة، والتي تشمل جزء الإمارات من سكة حديد الخليج. صرح وزير تطوير البنية التحتية الإماراتي عبد الله بلحيف النعيمي أن القرار "كان منطقيًا لأنه ببساطة لا يمكنك بناء جزءك وانتظار الآخرين ليبدأوا".
في مايو 2016، أعلنت سلطنة عُمان تعليق المشروع. صرح وزير النقل العُماني آنذاك، أحمد الفطيسي، قائلًا: "كان هناك تحدٍّ بين الدول في وتيرة تنفيذ المشروع. بدأت بعض الدول، لكن البعض الآخر لم يتبع التصميم المتفق عليه. لذا كان هذا تحديًا لسلطنة عُمان. حتى لو انتهت عُمان من جانبها، لا يمكنها الربط لأن دولًا أخرى لم تبدأ عملها". وأوضح أن عُمان "لم تلغِ المشروع، بل أرجأته فقط حيث قررت دول خليجية أخرى وقف العمل في المشروع". ركزت عُمان لاحقًا على بناء شبكة السكك الحديدية المحلية التي تربط موانئ صلالة وصحار والدقم. ذكرت البحرين أنها لن تبدأ البناء على الجزء الخاص بها من المشروع الذي يربطها بالمملكة العربية السعودية حتى عام 2023. وتنوي الدولة إنشاء الرابط مع الكويت فقط بعد الانتهاء من الرابط السعودي.
في 28 فبراير 2017، صرح عبد الله الكثيري، المدير العام للهيئة الاتحادية للمواصلات البرية والبحرية في الإمارات العربية المتحدة، بأن دول مجلس التعاون الخليجي يمكن أن تفي بالموعد النهائي للمشروع في عام 2021 على الرغم من تقلب أسعار النفط. وأشار الكثيري إلى أن القيمة الإجمالية لمشاريع السكك الحديدية المقترحة في دول مجلس التعاون الخليجي تجاوزت 240 مليار دولار، وأن مشاريع بقيمة 69 مليار دولار قيد الإنشاء حاليًا. في مؤتمر ومعرض الشرق الأوسط للسكك الحديدية 2017 في دبي في 7 مارس 2017، صرح الأمين العام لمجلس التعاون الخليجي عبد اللطيف الزياني بأن سكة حديد الخليج ضرورية لضمان التنمية المستدامة في المنطقة. وأشار أيضًا إلى أنه تم التوصل إلى توافق في الآراء لإنجاز المشروع في اجتماعات مجلس التعاون الخليجي السابقة. في نفس الحدث، أعلن رئيس الهيئة العامة للنقل في المملكة العربية السعودية ورئيس المؤسسة العامة للخطوط الحديدية، رميح الرميح، أن دول مجلس التعاون الخليجي بدأت في إجراء دراسة جدوى لإنشاء هيئة إقليمية للسكك الحديدية لدول مجلس التعاون الخليجي.
في أبريل 2017، صرح الأمين العام لاتحاد غرف دول مجلس التعاون الخليجي عبد الرحيم النقي بأن المملكة العربية السعودية والإمارات العربية المتحدة وسلطنة عُمان أحرزت تقدمًا كبيرًا في تنفيذ المشروع. وأكد أيضًا أن البحرين عينت شركة دولية لتنفيذ المشروع. أوضح النقي أن المرحلة الأولى هي أن تقوم جميع الدول بتطوير اتصال السكك الحديدية بين المدن محليًا، ثم إنشاء روابط عبر الحدود مع دول مجلس التعاون الخليجي الأخرى. ذكر النقي أن المشروع في الكويت تأخر بسبب مشاكل في البنية التحتية والتقنية. واجهت السلطات الكويتية مشاكل في الحصول على مزارع وممتلكات خاصة أخرى على طول المسار المقترح، وواجهت أيضًا صعوبة في ضمان عدم تعارض المسار مع منشآت النفط. وذكر أن بناء المشروع في الكويت سيبدأ في عام 2018، وينتهي بحلول عام 2020. بدأت الكويت في بناء خط سكة حديد بطول 111 كيلومترًا يربط مع النويصيب على الحدود السعودية في أغسطس 2018.
تلقى الجزء الإماراتي من المشروع دفعة في 27 نوفمبر 2018 عندما وقعت وزارة المالية الإماراتية ودائرة المالية في أبوظبي اتفاقية لتمويل المرحلة الثانية من شبكة السكك الحديدية في البلاد التي تضم خطًا بطول 605 كيلومترات من الغويفات على الحدود مع المملكة العربية السعودية إلى الفجيرة. افتتحت شبكة الاتحاد للقطارات لنقل البضائع فقط في 23 فبراير 2023.
في أبريل 2024، أعلنت الاتحاد للقطارات وقطارات عُمان عن مشروع مشترك جديد، أطلق عليه مسمى حفيت للقطارات، الذي سيشيد 300 كيلومتر (190 ميل) من السكك الحديدية الجديدة لربط شبكة الاتحاد للقطارات في أبو ظبي بميناء صحار في عُمان، مروراً بالعين. إذا تم بناؤه، فسيكون هذا هو أول رابط دولي لسكة حديد الخليج.

## معلُومات أَساسِيَّة
عبِرَ رُؤية قَادة دُولِ مجلِس التّعاوُنِ لدُول الخلِيج العربيّة جاء قرَار إِنشاء مشرُوع سِكّة حديدِ تربِط دُول المجلِس بعضهَا بِبعض لمَّا لهُ مِن أَثار إِيجابِيَّة مُباشرة على تيسيرِ الحركَة التِّجارِيَّة بين دُول المجلِس، وحرِيَّة التَّنقُّل لِلمُواطِنِين والمُقِيمِين فِيها إِلى جانِب دعم الاِستِثمارات المُشترِكةَ بين دُول المجلِس بِما يسهم فِي تفعِيل التَّبادل التِّجارِيّ والاقتصاد الخَلِيجِيّ حيث قرَّرُوا فِي دورتِهِم 30 لِعام 2009م انتقال المشرُوع إِلى مرحلَة إِعدَاد التَّصامِيمِ الهندسِيَّة التَّفصِيلِيَّة لِلمشرُوع ودرَاسة إِنشاء هيئة خلِيجِيَّة لِسكَّة حديدِ دُولِ المجلِسِ لِلإِشراف على تنفِيذ المشرُوعِ بِشكل مُتكامِل والتّنسِيق بين دُولِ المجلِس فِي هذا الشَّأن وتمَّ تكليف وُزراء النُّقَل والمُواصلات بِدُول المجلِس لِتكثيف العمل لِإِنجاز المشرُوع. كما تمَّ تشكِيل لِجنَّة مالِيَّة وفنِّيَّة مِن الجِهات المُختصَّة بدُول المجلِس لِاِستِكمال الدَّرَّاسات التَّفصِيلِيَّة لِلمشرُوع والتَّنسِيق بين الدُّول الأَعضاء فِيما يخُصَّ إِنشاء سِكَّة الحَديدِ وتُوائِمُها وتكامُلُها مع شبكات السِّكك الحديدِيَّة الوطَنِيَّة بدُول المجلِس. وتوزِيع حِصصِ تكلِفة إِنشاء البُنِيَة التَّحتِيَّة لِمشرُوع سِكَّة حديدِ دُول مجلِس التَّعاوُن بِناءٌ على تكلِفة الإِنشاء بِكُل دولة مِن دُول مجلِس التَّعاوُن، ولا تشمل تكلِفة اِستِملاك الأَراضِي والَّتِي قُدِرت بِنحوُ 3.1 مِليار دُولار أَمرِيكِيّ، أَو تكلِفة شِراءِ القاطِرات والمقطُورات والَّتِي قدّرت بحَوالَي 1.8 مِليار دُولارِ أَمرِيكِيّ. وتوُقِّعت درَّاسة مشرُوع قطَّار الخلِيج أَن يَنمُو عدد مُستَخدِمُي القطَّار مِن خِلَال الشّبكة الحديدِيَّة الخَلِيجِيَّة بِنِسبَة كبِيرة تصل حتَّى 37%، ويُبيِّن الجدول التَّالِي مُقارِنة بين توقُّعات نُقَل الرُّكَّاب بِواسِطة وسائِل النَّقل المُختلِفة:
|                           | القِطار | السّيّارة | الباص | الطّائرة | المجمُوع |
| ------------------------- | ------ | ------- | ----- | ------- | ------- |
| قبل تَشغِيل الشّبكة الخلِيجِيَّة | 0      | 28820   | 1106  | 13034   | 42960   |
| بعد تَشغِيل الشّبكة الخلِيجِيَّة | 3308   | 27425   | 989   | 11670   | 43392   |

## مَسار سِكَّة حديدِ دُول مجلِس التّعاوُنِ لدُول الخلِيج العربيّة
يقدّر الطَّول الإِجمَالِيّ لمسار سِكَّة حديدِ دُول مجلِس التّعاوُنِ الخلِيج العربِيّة بحَوالَي 2117 كِيلُومِتر (1315 مِيل)، يبدأ مِن مدِينة الكُويت إلى المملكة العربِيَّة السُّعُودِيَّة مُرُوراً بِمدِينة الدِّمام إلى مملكَة البَحرَين عن طَرِيق جِسر الملِك حَمد المُقترح إنشاؤه مُوازِياً لِجِسر الملِك فَهد مُرُوراً بِمملكَة البحرّيِن إلى دولة قَطر عَبرَ جِسر قَطر/ البَحرَين المُزعم إنشاؤه ومِن مدِينة الدِّمام إلى دولة قطر عن طَرِيق منفذ سَلوى إلى الإِمارات العربِيَّة المُتَّحِدة عبِرَ منفذ البطحاء إلى أَبُوظبِي/ العين ومن ثُمَّ إلى سلطنة عُمان عبِرَ صحَار إلى مَسقط. ويُبيِّن الجدول التَّالِي مجمُوع أَطوال الخط الحديدِيّ الخاصّ بِقطَّار الخلِيج لِكُل دولة:
| الدَّولة                   | المسافة الَّتِي يَقطَعُها الخط الحديدِيّ |
| ------------------------ | -------------------------------- |
| الكُويت                   | 145 كم (90 ميل)                  |
| المملكة العربِيَّة السُّعُودِيَّة | 663 كم (412 ميل)                 |
| البَحرَين                  | 36 كم (22 ميل)                   |
| قَطر                      | 283 كم (176 ميل)                 |
| الإِمارات العربِيَّة المُتَّحِدة | 684 كم (425 ميل)                 |
| سلطنة عُمان               | 306 كم (190 ميل)                 |
| المجمُوع                  | 2117 كم (1315 ميل)               |

## البنية التحتية
اقتُرح إنشاء هيئة سكك حديدية لدول مجلس التعاون الخليجي للإشراف على تطوير الشبكة. وتقوم الدول حاليًا بتنفيذ مشاريع السكك الحديدية بشكل مستقل داخل أراضيها.
من المتوقع أن يعزز مشروع سكة حديد الخليج حرية التنقل في دول مجلس التعاون الخليجي من خلال توفير سفر سلس من الكويت إلى عُمان. يتمتع مواطنو دول مجلس التعاون الخليجي بدخول بدون تأشيرة إلى دول بعضهم البعض. من المتوقع أيضًا أن يعزز خط السكة الحديدية التجارة البينية لدول مجلس التعاون الخليجي من خلال توفير خدمات نقل البضائع. وفقًا لعبد الرحيم حسن نقي، الأمين العام لاتحاد غرف دول مجلس التعاون الخليجي، سيوفر خط السكة الحديدية أكثر من 80 ألف وظيفة مباشرة وغير مباشرة بمجرد تشغيله.

### المواصفات الفنية
تم الاتفاق على معايير فنية موحدة للخطوط المستقبلية لشبكة السكك الحديدية الخليجية. من المخطط أن يتم إنشاؤها وفقًا للمعايير السعودية، مع حمولة محورية تبلغ 32.5 طنًا وسرعة قصوى مصرح بها تبلغ 120 كيلومترًا في الساعة لقطارات الشحن و 220 كيلومترًا في الساعة لقطارات الركاب.

## اُنظُر أيضاً
- مجلِس التّعاوُنِ لدُول الخلِيج العربيّة
- النقل بالسكك الحديدية في المملكة العربية السعودية
- النقل بالسكك الحديدية في البحرين
- النقل بالسكك الحديدية في الكويت
- النقل بالسكك الحديدية في عمان
- النقل بالسكك الحديدية في قطر
- النقل بالسكك الحديدية في الإمارات العربية المتحدة

## وُصلة خارِجِيّة
- سِكَّة الحديدِ (الصّفحة الرّسميّة للأَمانةُ العَامّة لمجلِس التّعاوُنِ لدُول الخلِيج العربيّة باللّغةُ العربيّة والإِنجليزِيّة)

## مَصادِر
1. ↑  Staff Report (17 فبراير 2014). "GCC railway project estimated to cost $15.4b". GulfNews. مؤرشف من الأصل في 2017-02-11. اطلع عليه بتاريخ 2017-02-10.
2. ↑  "GCC rail project to be completed by 2018 at a cost of $15.4b". UNITECH Matters. مؤرشف من الأصل في 2017-02-11. اطلع عليه بتاريخ 2017-02-10.
3. ↑  Smith, Kevin. "Delivering the GCC's integrated railway". Rail Journal (بالإنجليزية البريطانية). Archived from the original on 2018-04-11. Retrieved 2017-02-11.
4. 1 2  "Deadline for GCC rail network pushed back three years". The National. مؤرشف من الأصل في 2017-04-24. اطلع عليه بتاريخ 2017-02-19.
5. ↑  "Gulf railway project begins in UAE, Oman, and in Saudi after two months". Al Arabiya. 4 نوفمبر 2015. مؤرشف من الأصل في 2020-08-07. اطلع عليه بتاريخ 2017-02-10.
6. ↑  Morgan، James (16 أكتوبر 2016). "Is it stalemate for the GCC Railway Network?". Construction Week Online. مؤرشف من الأصل في 2017-05-15. اطلع عليه بتاريخ 2017-02-11.
7. 1 2  McLoughlin, Paul (4 May 2016). "Gulf States put brakes on joint-GCC railway plan". Al Araby (بالإنجليزية). Archived from the original on 2019-12-01. Retrieved 2017-02-11.
8. 1 2  "Gulf States to discuss regional rail project at April meet". The Times of India. مؤرشف من الأصل في 2017-06-12. اطلع عليه بتاريخ 2017-03-08.
9. ↑  Tesorero، Angel. "GCC rail project to meet 2021 deadline - Khaleej Times". Khaleej Times. مؤرشف من الأصل في 2021-05-12. اطلع عليه بتاريخ 2017-03-08.
10. ↑  "Railway project mandatory for regional growth: GCC chief - Kuwait Times". Kuwait Times. 8 مارس 2017. مؤرشف من الأصل في 2021-11-07. اطلع عليه بتاريخ 2017-03-08.
11. ↑  "Regulatory body for pan-Gulf rail project under study-official". Zawya. مؤرشف من الأصل في 2021-11-09. اطلع عليه بتاريخ 2017-03-08.
12. ↑  "GCC railway project faces further delays- official". Zawya. مؤرشف من الأصل في 2017-09-11. اطلع عليه بتاريخ 2017-04-09.
13. ↑  "'Technical problems' delay GCC railway project: official - Kuwait Times". Kuwait Times. 27 مارس 2017. مؤرشف من الأصل في 2021-11-07. اطلع عليه بتاريخ 2017-04-09.
14. ↑  "GCC rail project delayed over 'technical problems'". Trade Arabia. مؤرشف من الأصل في 2025-02-21. اطلع عليه بتاريخ 2017-04-09.
15. ↑  Bridge, Sam (27 Aug 2018). "Kuwait said to start work on 111km railway project". ArabianBusiness.com (بالإنجليزية). Archived from the original on 2021-11-09. Retrieved 2019-01-11.
16. ↑  Bridge, Sam (27 Nov 2018). "Financing agreed for stage 2 of UAE's national railway project". ArabianBusiness.com (بالإنجليزية). Archived from the original on 2021-11-07. Retrieved 2018-12-06.
17. ↑  "Ministry of Finance and Abu Dhabi Department of Finance financing stage two of the UAE national railway network". Zawya.com (بالإنجليزية). Archived from the original on 2019-03-28. Retrieved 2018-12-06.
18. ↑  "Construction of the Hafeet Rail railway". 19 مايو 2024. مؤرشف من الأصل في 2024-12-25.
19. ↑  "قرارات قمة دول مجلس التعاون بشأن المشروع " . مجالات وانجازات التعاون © الأَمانة العَامّة لمجلِس التّعاوُنِ لدُول الخلِيج العربيّة . اُطُّلِع عَليهِ بِتارِيخِ 9 دِيسِمْبر 2017 . نسخة محفوظة 09 ديسمبر 2017 على موقع واي باك مشين.
20. ↑  "Pointers". ريلواي غازيت إنترناشيونال. 9 أكتوبر 2010. مؤرشف من الأصل في 2020-08-08. اطلع عليه بتاريخ 2011-10-11.
21. ↑  "Large part of Gulf railway in Saudi completed". Al Arabiya. 8 ديسمبر 2016. مؤرشف من الأصل في 2020-08-07. اطلع عليه بتاريخ 2017-02-10.
22. ↑  Trans-Arabian railway to be completed by 2030. In: HaRakevet 144 (1/2024), S. 22

- "Gulf railway could start next year نسخة محفوظة 7 أغسطس 2020 على موقع واي باك مشين.". Railway Gazette International ، 18 November 2009